# 汪潮涌
汪潮涌（1965年—）是一位中國企业家、风险投资家。曾在多家知名国际金融机构任职，信中利资本集团创始人、董事长。被称为“中国创投教父”。

## 生平
1965年出生于湖北省蕲春县，1980年考入华中理工大学，1984年获华中理工大学管理工程学士学位，1985年获得清华大学经管学院硕士学位，1985年公派赴美国留学，后获美国罗格斯大学商学院MBA学位。1987年至1990年任职于大通銀行纽约总部，从事不动产融资与金融资产证券化工作。1990年至1993年在标准普尔证券评级公司任纽约结构融资债券部副主任。1993年受聘于摩根士丹利，在亚洲有限公司任高级经理。1995年任摩根斯坦利亚洲公司副总裁并调任北京代表处，任首席代表。1998年5月，从摩根斯坦利辞职，全职担任国家开发银行的投资银行业务顾问。1999年5月创办信中利投资有限公司。2005年组建“中国之队”参加美洲杯帆船赛。
其曾参与投资过百度、搜狐、华谊兄弟、蔚来、居然之家与阿斯顿·马丁、九次方大数据、天能重工、朗进科技、美年大健康、思路迪、Today便利店等品牌。

## 被刑拘
据财新网报道，2021年11月30日下午，汪潮涌被北京市朝阳分局以涉嫌职务侵占为由刑事拘留。同一天，新三板挂牌公司——信中利发布股票停牌公告，称汪超涌（汪潮涌）失联的相关情况尚待确认。相关人士分析，汪潮涌被刑事拘留与其收购惠程科技期间的资金违规占用有关，在此前募集资金杠杆收购惠程科技控股权时，汪潮涌或向出资方承诺“资产注入的最后时间”，但过去5年以来，惠程科技一直未能实现业务大幅度重组且股价下跌，导致出资方认为汪潮涌在募资时存在“欺诈”，导致相关部门介入调查。
2022年1月6日取保候审，被羁押37天后获释。